# Феста (сестра Дионисия)
Феста (V—IV века до н. э.) — сестра тирана Сиракуз Дионисия Старшего, жена Поликсена.

## Биография
Феста была дочерью сиракузянина Гермократа. Её брат Дионисий Старший в 405 году до н. э. захватил власть в родном городе. Фесту он выдал замуж за аристократа Поликсена, шурина полководца Гермократа, чтобы заключить таким образом союз с сиракузской олигархией. Позже Поликсен бежал из державы Дионисия по неизвестной причине, а жену бросил в Сиракузах. Согласно Плутарху, тиран обвинил Фесту в том, что она знала о подготовке побега и ничего ему не сказала; та ответила, что, если бы муж поделился с ней своими планами, она предпочла бы называться «супругой изгнанника Поликсена, нежели сестрой тирана Дионисия». Из-за этого смелого ответа с неё были сняты подозрения. Предположительно это произошло в 386/385 году до н. э.
Феста дожила до падения тирании в Сиракузах. Даже после этого события, по словам Плутарха, все чтили её, а на похоронах за её телом шёл весь город.